# Apostasie de 1965
L'« Apostasie de 1965 » (en grec moderne : Αποστασία) ou « Iouliana » (en grec moderne : Ιουλιανά, « événement de juillet ») désigne la crise politique ayant opposé le roi Constantin II de Grèce au Premier ministre Geórgios Papandréou en 1965.

## Développement
Nommé à la tête du gouvernement hellène après la victoire de l'Union du centre aux élections législatives de 1964, Geórgios Papandréou entre rapidement en conflit avec le souverain à propos de l'attribution du ministère de la Défense puis de  l'affaire de l'ASPIDA, à laquelle son fils est mêlé. Les tensions entre le gouvernement et la couronne conduisent finalement Papandréou à présenter sa démission au roi le 15 juillet 1965. À la surprise générale, l'homme politique est remplacé à la tête du cabinet par un autre membre de l'Union du centre, Geórgios Athanasiádis-Nóvas. Le nouveau Premier ministre et ses soutiens sont alors qualifiés d'« apostats » ou de « renégats » par les partisans de Papandréou.
Cette rupture à l'intérieur de l'Union du centre conduit à de nouvelles tensions, qui se poursuivent jusqu'en 1967, année où une partie de l'armée se soulève et met en place la dictature des colonels.